# رادين صالح
صالح بن يحيى والملقب رادين صالح أو رادين صالح شريف بوسطامن (بالهولندية: Raden Saleh Syarif Bustaman) أحد أفضل الرسامين الإندونيسيين في فترة الاستعمار الهولندي لإندونيسيا. تعلم فن الرسم من قبل الهولنديين الشرقيين، وكان يتنقل بين بلده إندونيسيا وأوروبا حيث قضى فترة من حياته في هولندا، ورسم رسومات عن حروب الهولنديين وعن المجتمع هناك.

## نسبه
صالح بن حسين بن عوض بن حسن بن عوض بن عيدروس بن محمد بن حسن بن يحيى بن حسن الأحمر بن علي العناز بن علوي بن محمد مولى الدويلة بن علي بن علوي الغيور بن الفقيه المقدم محمد بن علي بن محمد صاحب مرباط بن علي خالع قسم بن علوي بن محمد بن علوي بن عبيد الله بن أحمد المهاجر بن عيسى بن محمد النقيب بن علي العريضي بن جعفر الصادق بن محمد الباقر بن علي زين العابدين بن الحسين السبط بن علي بن أبي طالب، وعلي زوج فاطمة بنت محمد.
فهو الحفيد 31 للرسول محمد في سلسلة نسبه.

## مولده ونشأته
ولد في نوربايا بالقرب من سمارانغ سنة 1807، ووالدته عربية مولودة بجاوة أمها بنت كرتو بوسطامن ابن حاكم ماجالينكا. تلقى تعليمه على الطريقة الغربية، ولما بلغ من العمر الخامسة عشر عاما سلمه عمه إلى الوالي فان در كابلن [الإنجليزية] في بتافيا (جاكرتا الآن)، ثم عمل مع البروفسور رينوارد مدير نظارة الزراعة قسم الفن الزراعي لعمل رسوم النباتات، فأخذ صالح يتدرب بمساعدة البروفسور.

## حياته الفنية
ولما قدم الأستاذ الهولندي فاين [الإنجليزية] المختص في فن الرسم لمساعدة رينوارد اهتم برادين صالح ثم رافقه في عام 1826 في جولته بأنحاء جاوة، فأفادته هذه الرحلة، إذ رأى كيف يرسم فاين [الإنجليزية] المناظر الطبيعية. وفي عام 1830 سافر إلى هولندا برفقة مدير المالية دلانغ ليدرس علم المساحة والرياضيات بجانب أعمال الرسم، وهناك عمل رسم للأمير ديبانقارا حين أُسر؛ لوجود صلة عائلية مع الأمير، وهذا الرسم "اعتقال الأمير ديبونقورو [الإنجليزية]" محفوظ الآن في متحف قصر مرديكا بجاكرتا.
رجلان كانا يدربانه على الرسم في هولندا هما سخيلهوف [الإنجليزية] وكروسمان [الإنجليزية]، الأول رسام للمناظر الطبيعية، والثاني رسام حياة الأسرة المالكة، فكان لهما الأثر في رسوم رادين صالح. وفي جاكرتا ما زال حي واسع يسمى حي رادين صالح.

## رسوماته

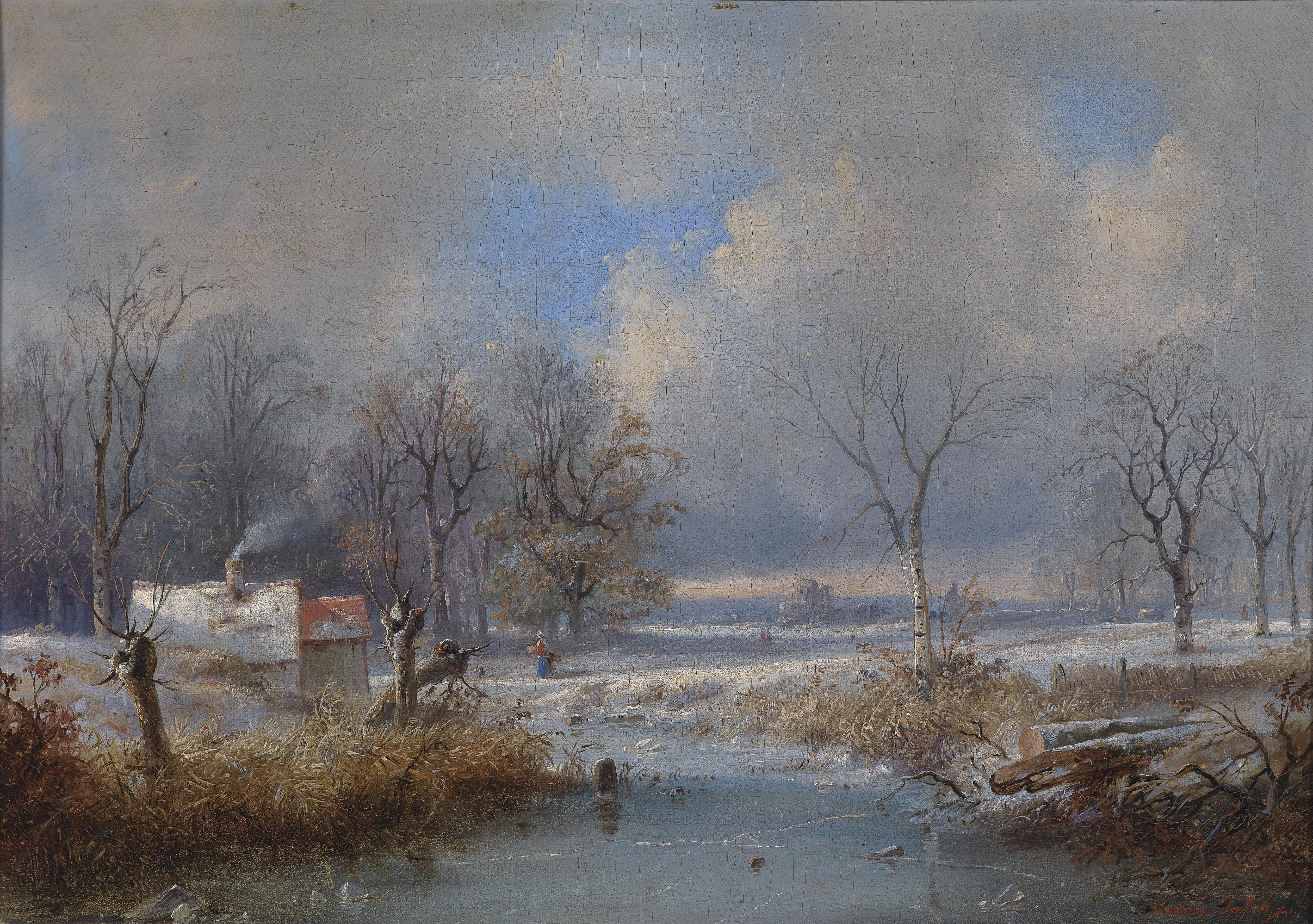
Winter Scenery (1830)
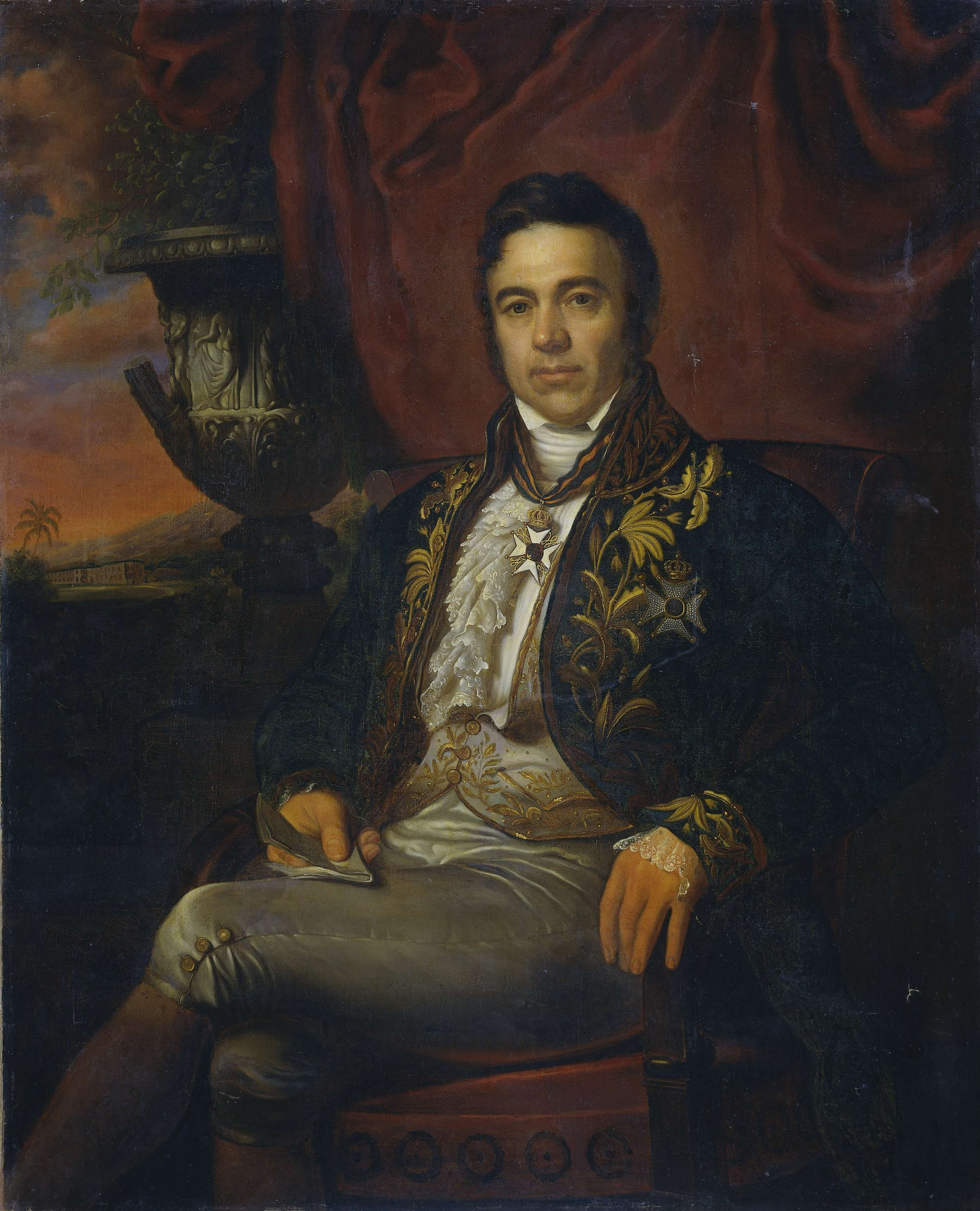
Portrait of Jean Chrétien Baud (1835)
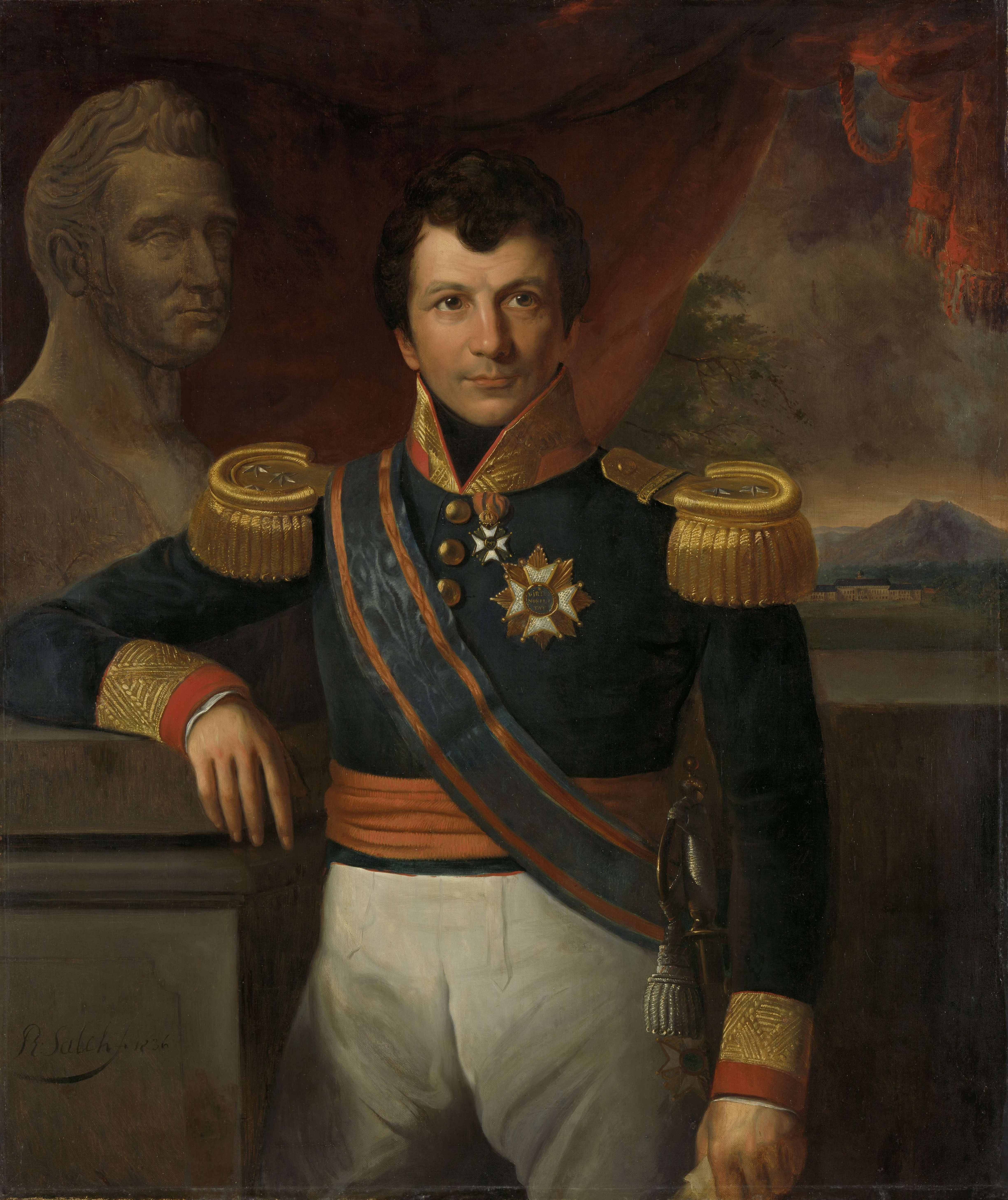
Portrait of Johannes van den Bosch (1836)
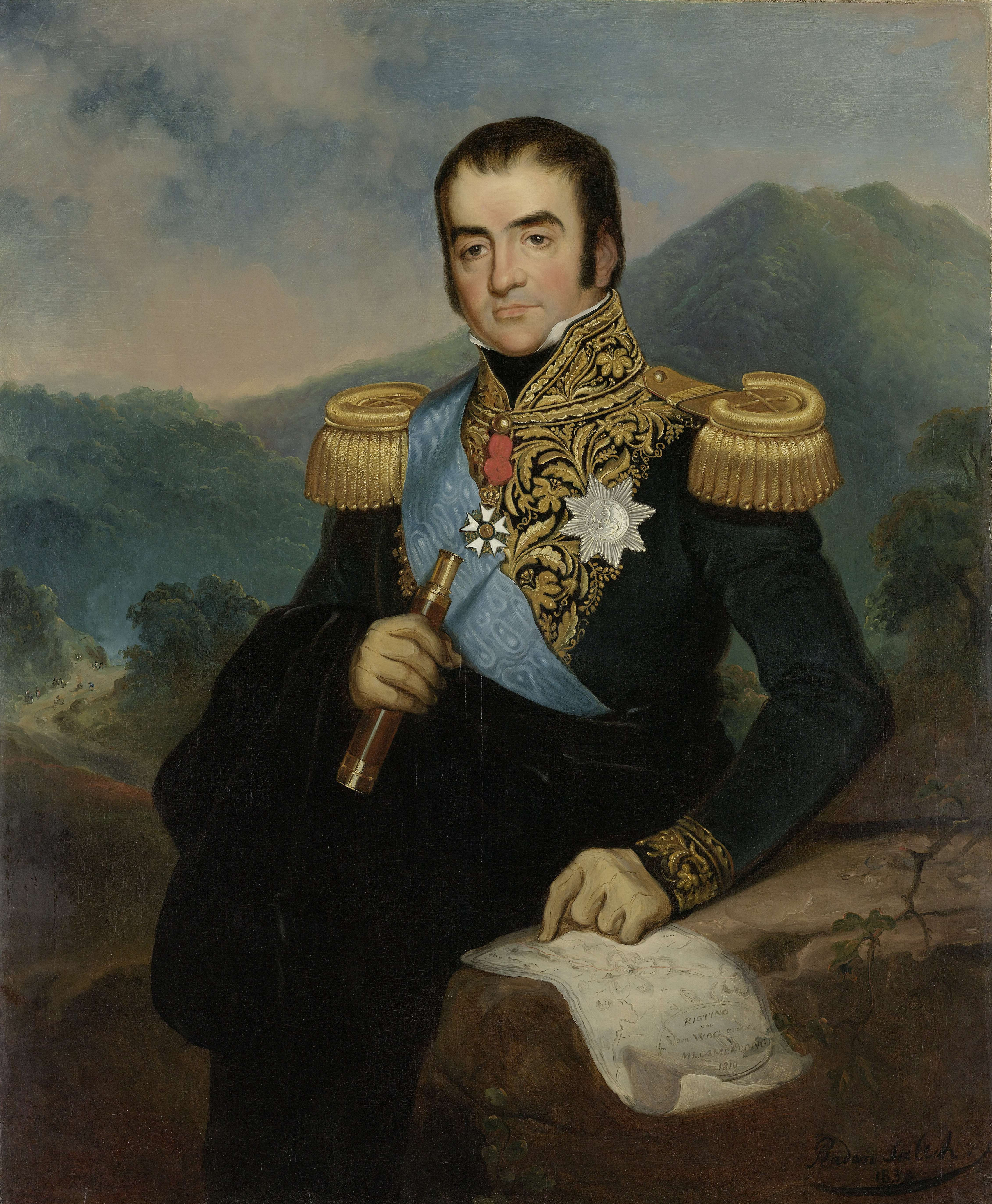
Portrait of Herman Willem Daendels (1838)
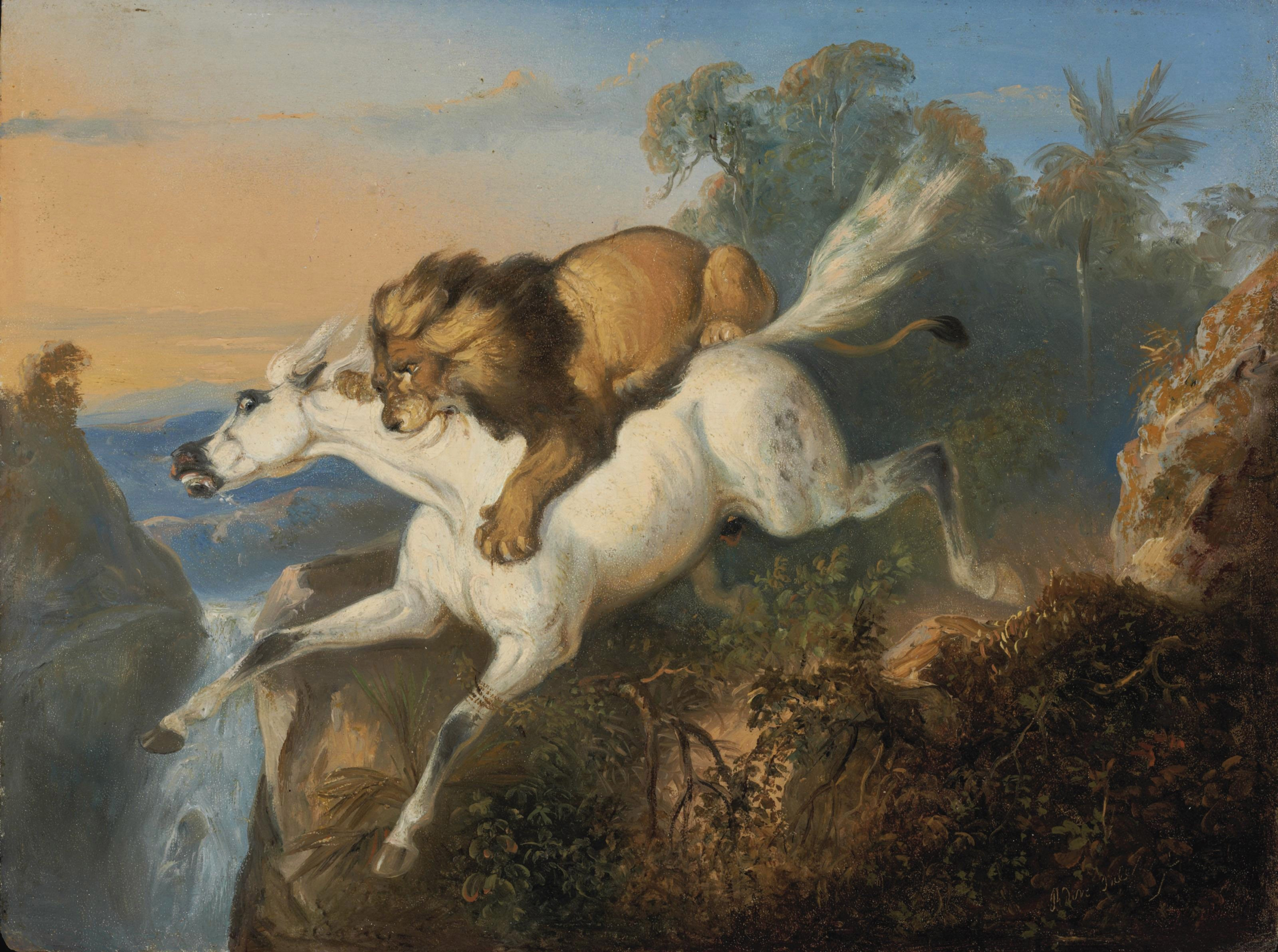
Lion attacking a horse (1840)
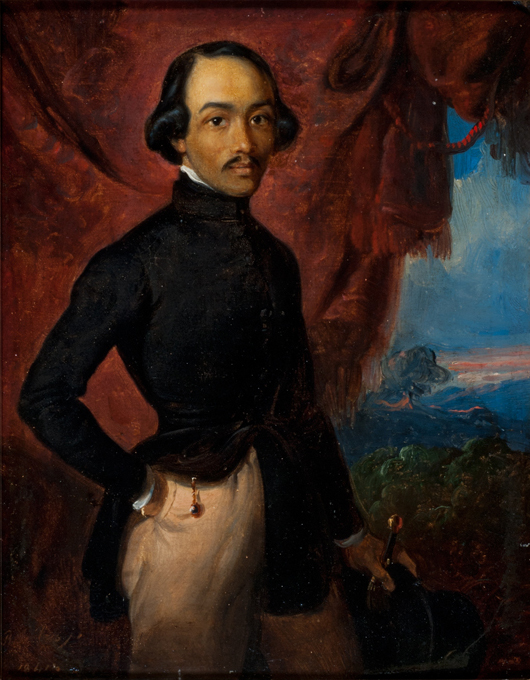
Self-portrait (1841)
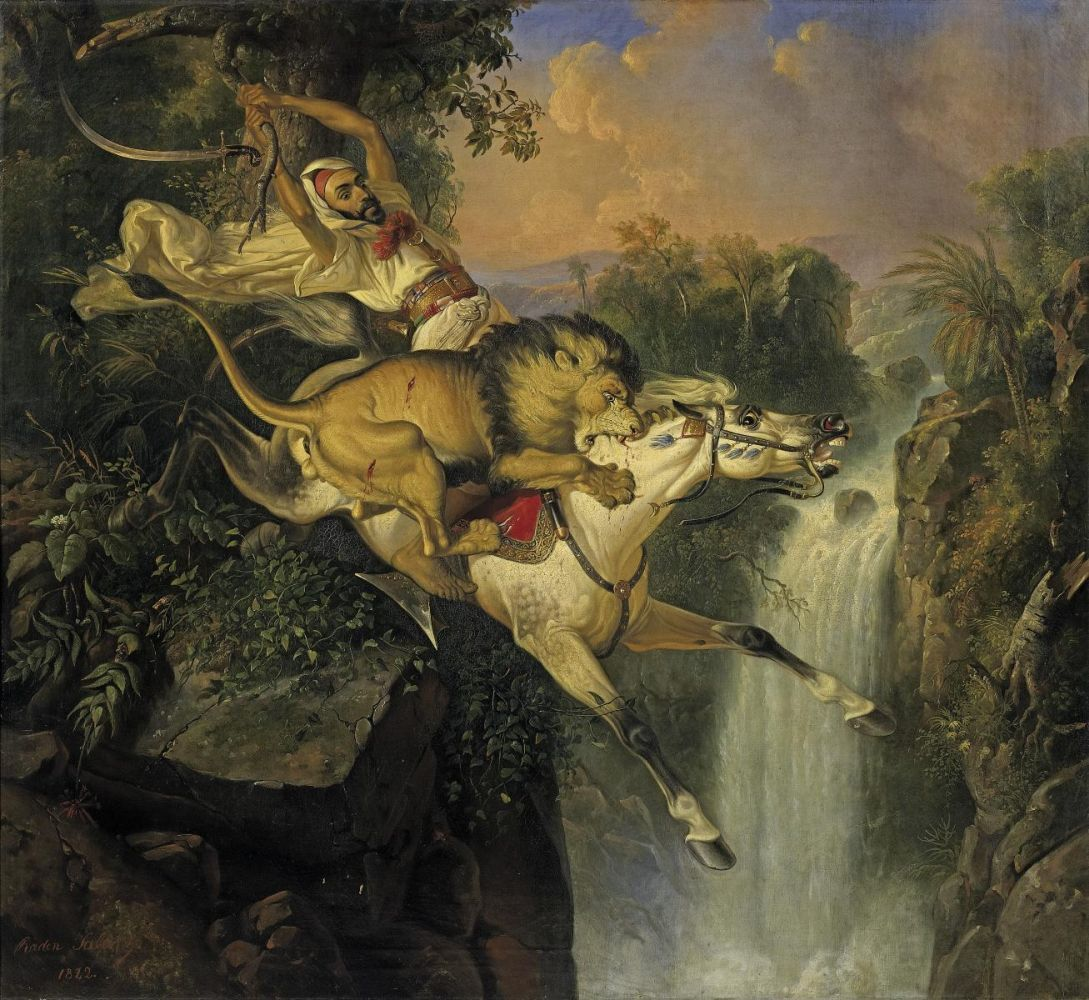
Last Resort (1842)
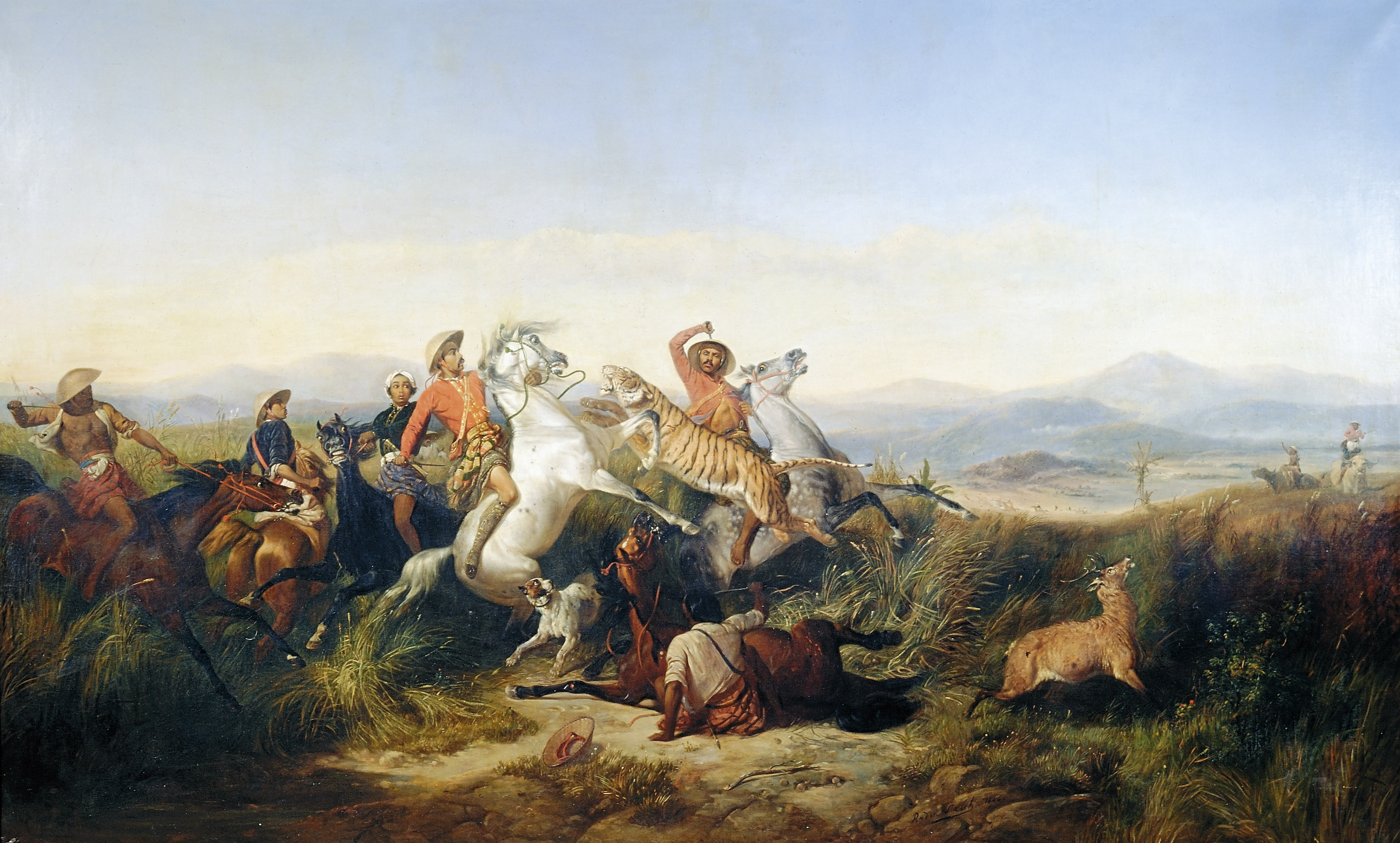
Deer Hunt (1846)
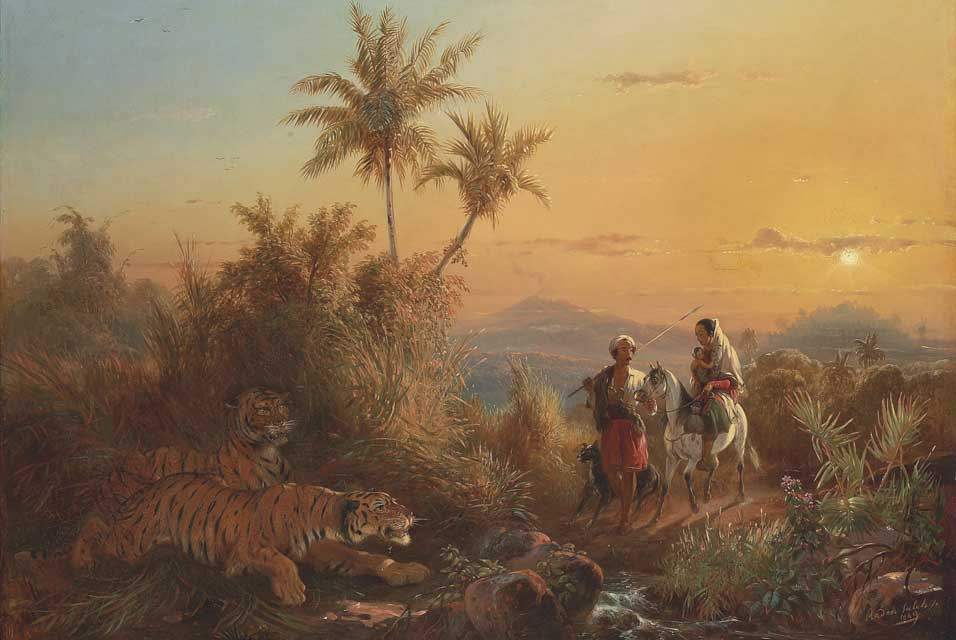
Javanese Landscape, with Tigers Listening to the Sound of a Travelling Group (1849)
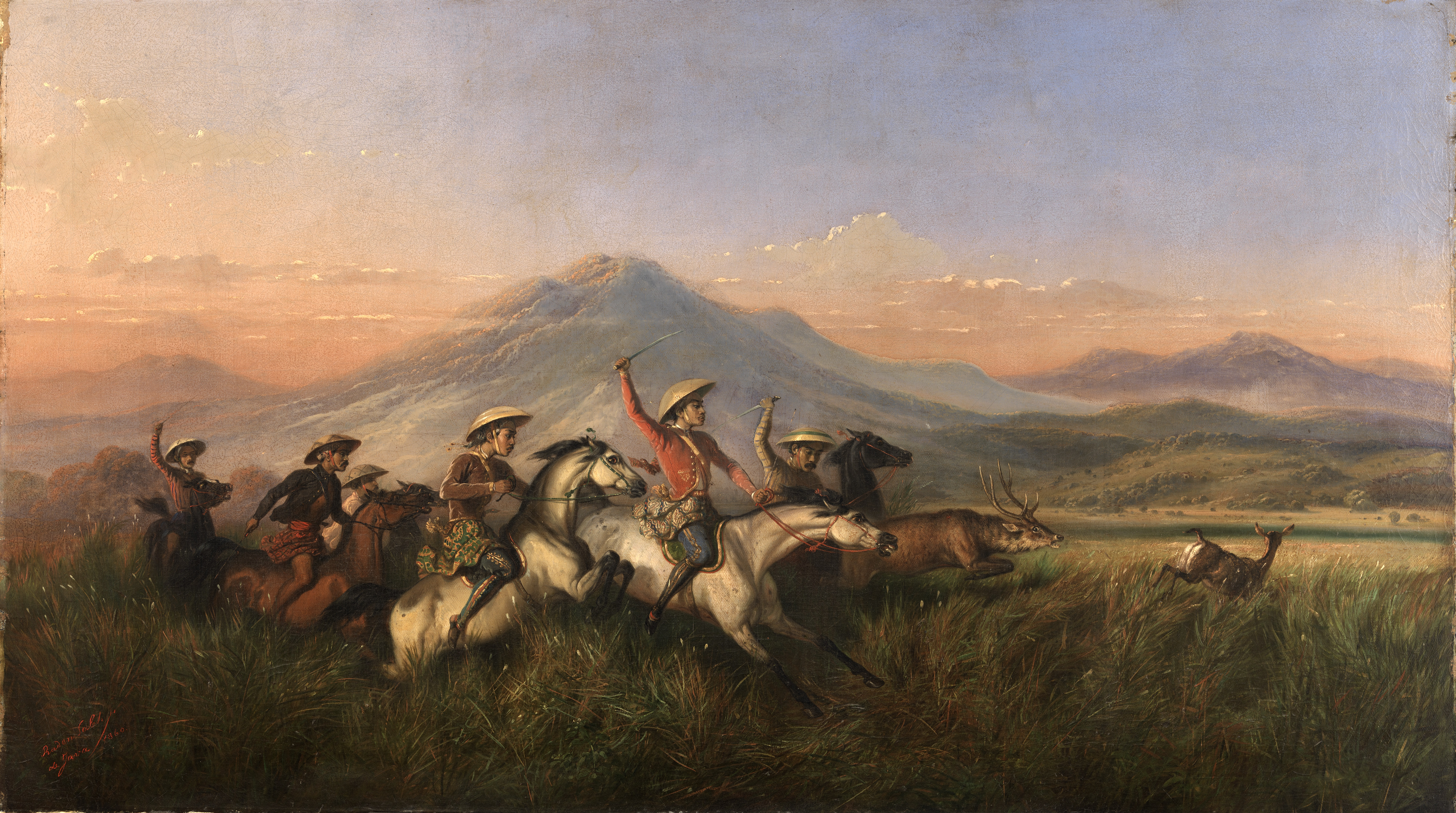
Six Horsemen Chasing Deer (1860)
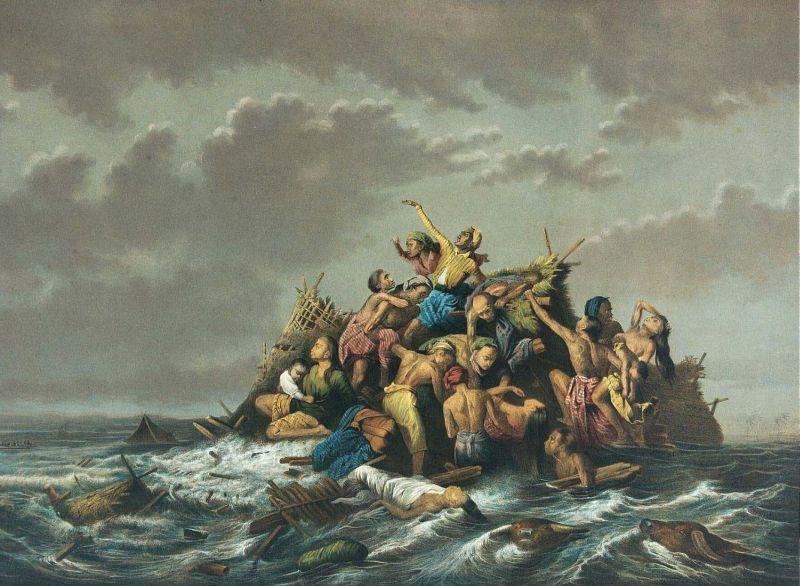
A Flood in Java (1865-1875)
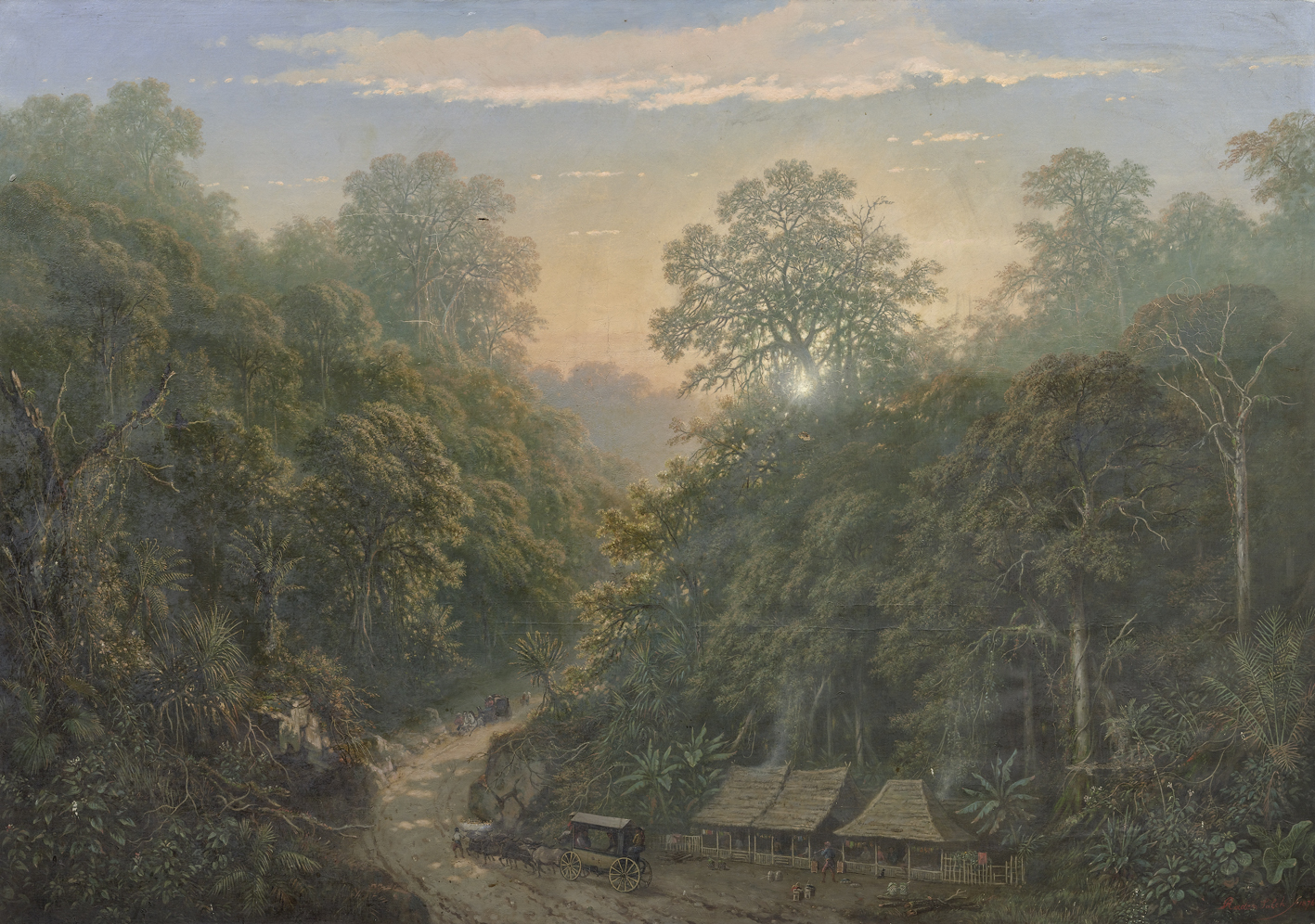
Javanese Mail Station (1876)
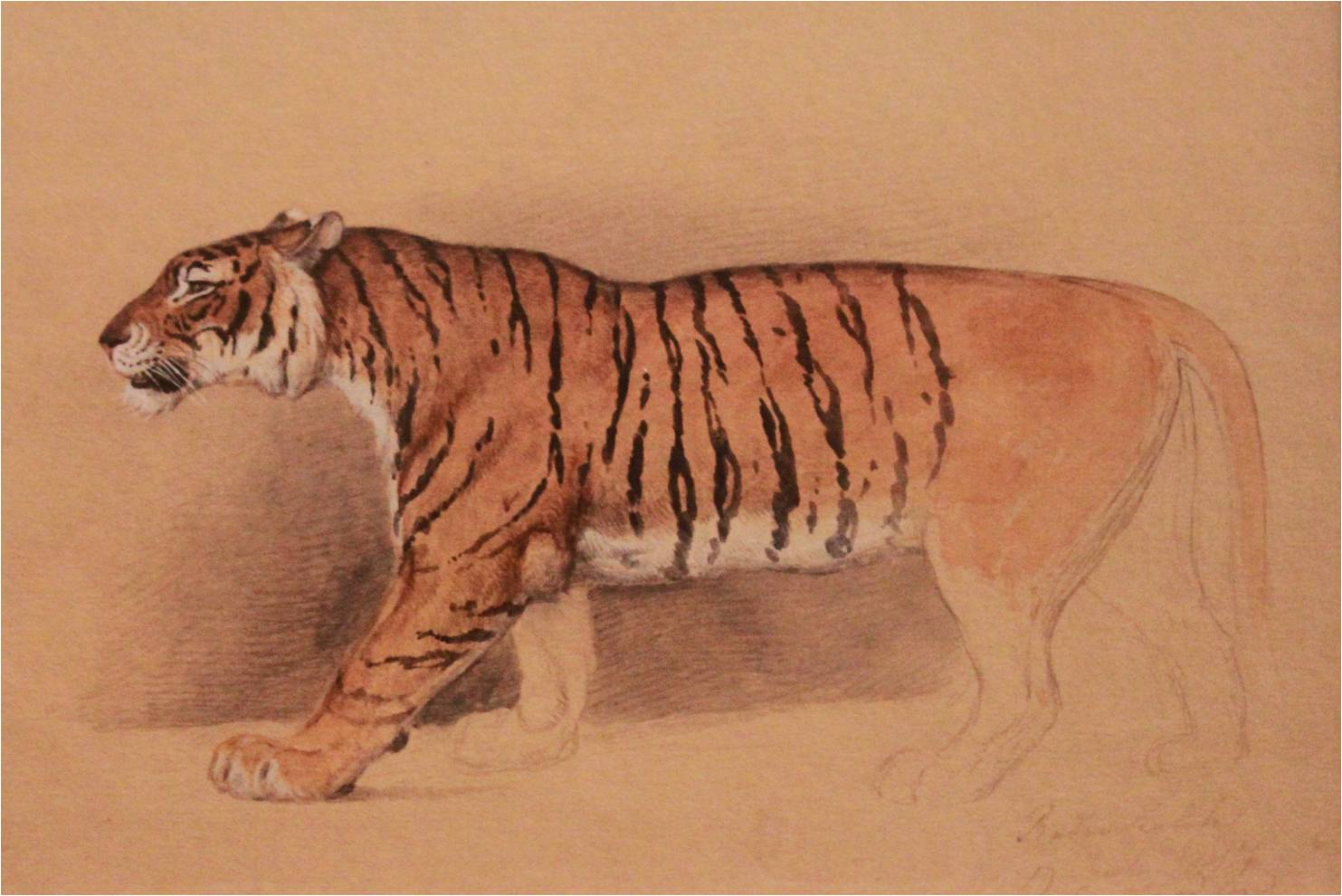
Watercolor study of a walking tiger
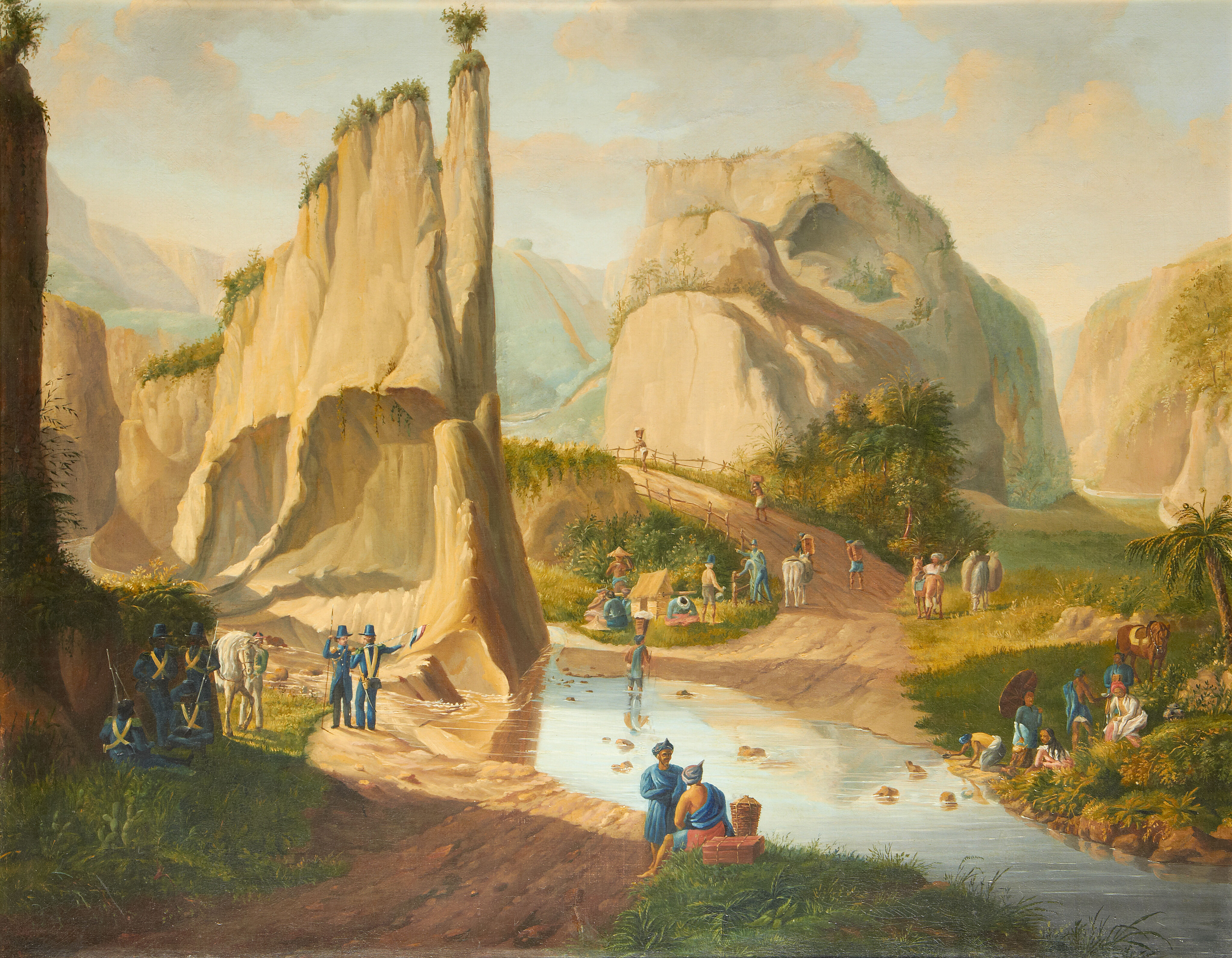
A landscape in the Dutch East Indie